# Dalia Stasevska
Dalia Stasevska (* 30. Dezember 1984 in Kiew) ist eine finnische Dirigentin und Violinistin.

## Leben und Wirken
In der Ukraine geboren, zog Stasevska mit ihrer Familie nach Tallinn und im Alter von fünf Jahren nach Finnland. Ihr ukrainischer Vater und ihre finnische Mutter sind beide bildende Künstler. Die Familie lebte ein Jahr lang in Helsinki und zog anschließend nach Tampere in Südwest-Finnland. Stasevska studierte Violine und Komposition am Konservatorium von Tampere und Violine und Viola an der Sibelius-Akademie in Helsinki. Es folgten Dirigierstudien an der Königlich-Schwedischen Musikakademie, unter anderem bei Jorma Panula, sowie bei Leif Segerstam an der Sibelius-Akademie, wo sie ihre Ausbildung 2012 mit Auszeichnung abschloss.
Von 2010 bis 2015 war Stasevska künstlerische Leiterin des Kamarikesä-Festivals. Von 2014 bis 2016 war sie Assistenzdirigentin von Paavo Järvi beim Orchestre de Paris. Im Jahr 2015 dirigierte sie zum ersten Mal als Gastdirigentin die Sinfonia Lahti. 2018 leitete sie das Royal Stockholm Philharmonic Orchestra bei der Verleihung des Nobelpreises 2018 – sie war damit die zweite Frau, die das Orchester bei einer Nobelpreisverleihung dirigierte.
Im Vereinigten Königreich debütierte sie 2018 als Gastdirigentin mit dem Orchester der Opera North und dirigierte im selben Jahr erstmals das BBC Symphony Orchestra (BBCSO) bei einem Maida-Vale-Studiokonzert, woraufhin das Orchester sie mit Wirkung zum Juli 2019 zum Ersten Gastdirigenten ernannte; zuvor war diese Position seit 2006 unbesetzt. Stasevska ist damit die erste Frau in dieser Position und die zweite Dirigentin (nach Marin Alsop), die je ein BBC-Orchester geleitet hat. Ihr Debüt mit dem BBCSO gab sie bei den Proms 2019. 2020 dirigierte sie die Last Night of the Proms, für die sie auch 2022 als Dirigentin vorgesehen war; das Konzert wurde allerdings wegen des Todes von Königin Elizabeth II. abgesagt.
Im Mai 2020 kündigte die Sinfonia Lahti die Ernennung von Stasevska zur Chefdirigentin mit Beginn der Saison 2021/22 an. Ihr Vertrag wurde bis 2025 verlängert. Sie ist die erste Frau, die zur Chefdirigentin des Symphonieorchesters von Lahti ernannt wurde.
Stasevska ist mit dem finnischen Musiker und Komponisten Lauri Porra, Bassist von Stratovarius und Urenkel von Jean Sibelius, verheiratet.